# Universidad de Itaúna
La Universidad de Itaúna (UIT) es una universidad multicampi con sede en Itaúna (Minas Gerais) Brasil.
Ha sido fundada el 26 de noviembre de 1965, por fuerza de la Ley Estadual nº 3.596/65. Tiene campi en Itaúna, Almenara y Lagoa da Prata. Tiene diversos cursos de graduación (Medicina entre ellos) y de pós-graduación.  

## Cursos de graduación
- Administración
- Arquitectura
- Computación
- Ciencias Biológicas
- Contabilidad
- Derecho - Sede en Almenara
- Derecho - por la mañana
- Derecho - por la noche
- Educación Física
- Enfermería
- Ingeniería Civil
- Ingeniería de Producción
- Ingeniería Electrónica
- Ingeniería Mecánica
- Farmacia
- Fisioterapia
- Medicina
- Nutrición
- Odontología

## Mantenedora
La organización mantenedora de la universidad es la Fundación Universidad de Itaúna.

## Sitio en la web
http://www.uit.br

## Ciudad sede
- Itaúna

- Datos: Q7895570
- Multimedia: Universidade de Itaúna / Q7895570